# Марули-Солкано (Пескара)
Марули-Солкано (итал. Marulli-Solcano) је насеље у Италији у округу Пескара, региону Абруцо.
Према процени из 2011. у насељу је живело 27 становника. Насеље се налази на надморској висини од 251 м.